# Wieża ciśnień w Biesalu
Wieża ciśnień w Biesalu – wieża wodna znajdująca się w Biesalu przy stacji kolejowej, wybudowana w 1873 roku. W 1990 została wyłączona z eksploatacji, a w 2012 wpisano ją do Rejestru Zabytków.